# بتروبافلوفسك (كامشاتكا)
بيتروبافلوفسك-كامشاتسكي (بالروسية: Петропавловск-Камчатский) هي إحدى مدن روسيا في الكيان الفدرالي الروسي كراي كامشاتكا.

## نبذة عن تاريخ المدينة
افتتح القوزاق الروس شبه جزيرة كامشاتكا في منتصف القرن 17 وضموها إلى روسيا بشكل نهائي عام 1697 .
يعتبر عام 1740 تاريخ تأسيس المدينة حيث أُعجب بالمكان الباحث والرحالة فيتوس بيرينغ واتخذها نقطة لانطلاق بعثاته العلمية نحو المناطق القطبية، وهو الذي أطلق عليها اسم بيتروبافلوفسك في 17 أكتوبر/تشرين الأول عام 1740 عندما وصلت باخرتان إلى المكان كان اسم الأولى «القديس بطرس» والثانية «القديس بولص» أي أن اسم المدينة هو على شرف القديسين المذكورين. ولم يكن فيها آنذاك سوى بعض البيوت الخشبية التي استخدمت للسكن ومستودعات للمواد الغذائية التي كانت تتزود بها البعثات العلمية الروسية.

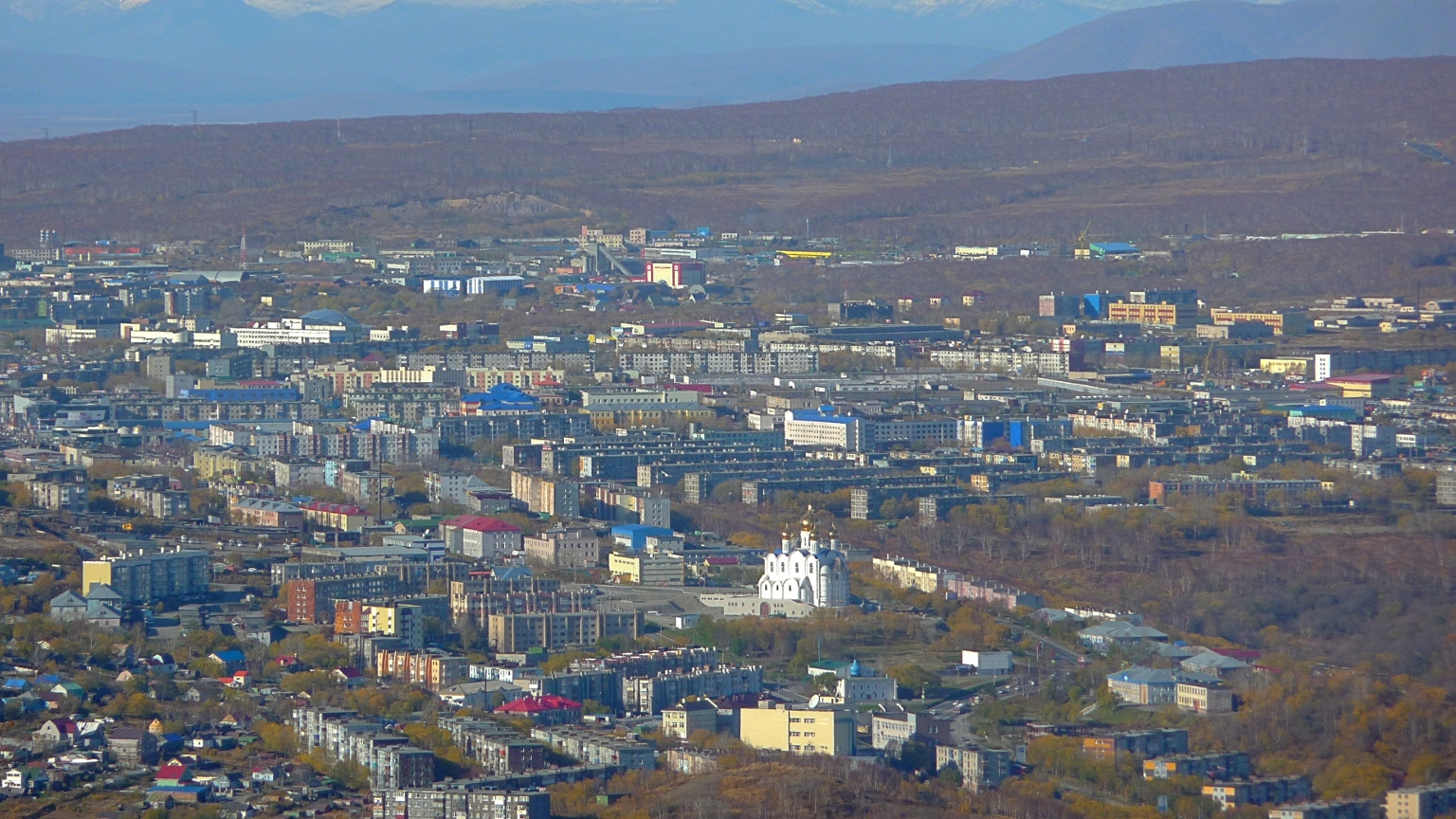
بتروبافلوفسك-كامشاتسكي

في عهد الإمبراطورة يكاتيرينا الثانية (1762 – 1796) كان الاهتمام موجها نحو الحدود الجنوبية والغربية للإمبراطورية، أما المناطق الشرقية فعاشت حياتها الاعتيادية والتي لم يعرف عنها الكثير في العاصمة بطرسبورغ. برز الاهتمام بالشرق الأقصى بعد قيام الإنجليز والفرنسيين ببعثات علمية بحرية ففي عام 1779 دخلت سفن بعثة الإنجليزي جيمس كوك إلى ميناء بيتروبافلوفسك، وفي عام 1787 وصلت سفن البعثة الفرنسية بقيادة جان فرانكو لابيروز. لقد أقلقت هذه البعثات الحكومة الروسية ودفعتها لاتخاذ إجراءات لتدعيم الحدود البحرية. فبعد وصول البعثة الإنجليزية ازداد عدد أفراد الحامية الروسية المرابطة في الميناء وبعدها بفترة قصيرة أصبح الميناء مركزاً لشبه جزيرة كامتشاتكا، أما بعد زيارة البعثة الفرنسية فتم تزويد الميناء بالتحصينات والمدفعية اللازمة.
لقد تحول الميناء إلى قلعة حقيقية في عهد الإمبراطور بافل الاول الذي وضع في الميناء فوج قوامه 800 مقاتل. في يوليو/تموز عام 1804 وصلت إلى الميناء الفرقاطة «ناديجدا» وكان على متنها طبيب سويدي عمل مستشارا للحكومة الروسية. كتب هذا الطبيب ملاحظات قيمة عن المنطقة كانت السبب في اعتبار الميناء عاصمة إدارية للمنطقة وتشكيل لجنة من مهماتها تحسين الظروف الحياتية لسكان الميناء والمنطقة. في عام 1812 أصدر الإمبراطور الروسي أمراً حول الموضوع وتم تعيين رئيسا لكامشاتكا ومنحه صلاحيات استثنائية. لقد أدت هذه القرارات إلى حدوث تغيرات فعلية في المنطقة ولكن الميناء بقي على حاله يتكون من 116 منزلا خشبيا فقط وبعض المخازن ومخبز .
في نهاية عام 1849 استحدثت مقاطعة كامشاتكا التي تعرضت عام 1854 إلى هجوم إنجليزي - فرنسي تصدت له بجدارة القوات الروسية بمساعدة المتطوعين بقيادة الحاكم العسكري للمقاطعة، وكان هذا الانتصار شاهدا على كفاءة وجودة الأسلحة الروسية.
في عام 1924 تم تغير اسم المدينة إلى بتروبافلوفسك-كامشاتسكي وذلك لتميزها عن مدينة تحمل نفس الاسم في كازاخستان.
ازداد عدد سكان المدينة بشكل ملحوظ في ثلاثينات وأربعينات القرن الماضي بعد أن أُنشئ فيها مصنع لبناء السفن وغيره من المنشآت الصناعية إضافة إلى تأسيس معاهد للأبحاث العلمية. لقد كان إنشاء هذه المؤسسات عاملا أساسيا في توسع المدينة جغرافيا وتحولها إلى مدينة حديثة فيها مباني سكنية عصرية كما في بقية المدن. ومن المعلوم أن المدينة تقع ضمن منطقة الزلازل الأرضية لذلك استخدمت في عمليات البناء تكنولوجيا حديثة تضمن مقاومة المباني للهزات الأرضية.

## أهمية المدينة
إن مدينة بتروبافلوفسك-كامشاتسكي من المراكز الصناعية والعلمية والتجارية والسياحية في شبه جزيرة كامشاتكا. ومن أهم القطاعات الصناعية في المدينة صيد وتصنيع الأسماك حيث فيها عدد من المؤسسات الضخمة المتخصصة في مجال تصنيع وتعليب الأسماك وغيرها من الحيوانات البحرية مثل الجنبري وسرطان البحر وغيرها حيث معظم إنتاجها يصدر إلى اليابان والصين وكوريا الجنوبية.
أما القطاع الصناعي الآخر فهو قطاع صناعة التعدين والخاص باستخراج الذهب من المناجم الموجودة في المنطقة. توجد في المدينة مجموعة من الجامعات والمعاهد منها جامعة كامشاتكا الحكومية وجامعة كامشاتكا الحكومية للعلوم التقنية كما فيها عدد من المدارس والمعاهد المهنية وفيها مكتبة عامة كما فيها معهد الأبحاث البركانية ومركز أبحاث الجيوتكنولوجية التابع لأكاديمية العلوم الروسية وغيرها من المؤسسات التعليمية والعلمية. يوجد في المدينة مسرح للدمى ومسرح الدراما والكوميديا وفيلهارمونيا وفرق فنية للفنون الشعبية.
وفي المدينة عدد من المتاحف منها المتحف الحكومي الموحد ومتحف كامشاتكا للفنون ومتحف لسمك السلمون ومتحف معهد كامشاتكا العلمي للمحيطات ومتحف البراكين وغيرها من المتاحف إضافة إلى وجود قاعات للمعارض ودور السينما والنوادي والكازينوهات.
وبما أن المدينة ميناء بحري يستقبل أنواع مختلفة من البضائع عن طريق البحر وعن طريقه تصدر المنتجات المحلية والوطنية، فقد أضحت مركزا تجاريا مهما في شبه جزيرة كامشاتكا.